# Biljart in Suriname
Biljart is in Suriname een gezelschapsspel en een georganiseerde sport. In het land wordt minimaal sinds het eind van de 18e eeuw biljart gespeeld en als formele sport sinds het begin van de 20e eeuw. In 1963 werd de Surinaamse Biljart Bond (SBB) opgericht. In 2018 staakte de bond de activiteiten vanwege financiële problemen.

## Geschiedenis

### Vroege vermeldingen
Wanneer er in Suriname voor het eerst werd gebiljart valt mogelijk niet meer te achterhalen. Een vroege beoefening van het spel valt af te leiden uit een advertentie in de  Surinaamse Nieuwsvertelder van 19 februari 1789, waarin de verkoop van twee biljarttafels met toebehoren door een herberg werd aangekondigd. Het moderne biljartspel met een pomerans als stootdop op de keu werd niettemin later bedacht, door de Fransman François Mingaud in het jaar 1827. Hij woonde de laatste vijfentwintig jaar van zijn leven in Nederland (Rotterdam), waar het biljarten later een grote vlucht kende. Daarna brak het biljarten internationaal door.
Rond 1830 maakte de Antwerpenaar Pierre Jacques Benoit een groot aantal tekeningen in Suriname die hij in 1839 uitbracht onder de titel Voyage à Surinam (in 1980 in het Nederlands verschenen als Reis door Suriname). Naar zijn waarneming werd in in die tijd ook veel door creoolse Surinamers gebiljart. In het midden van de 20e eeuw biljartten Surinamers uit alle bevolkingsgroepen.

### Ontwikkeling tot sport

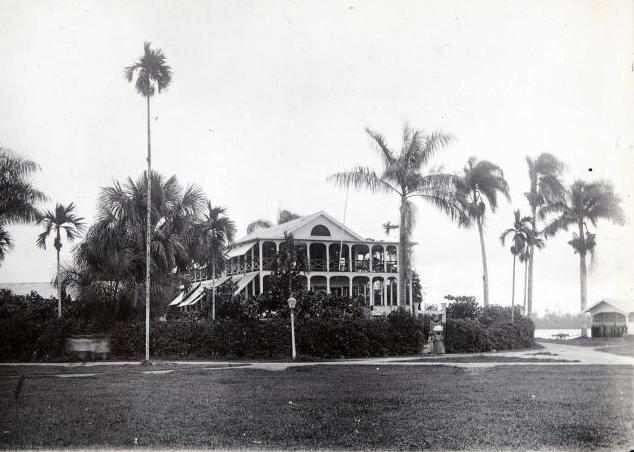
Buiten-Sociëteit Het Park, circa 1906

Het biljarten ontwikkelde zich aan het begin van de 20e eeuw tot een formele sportbeoefening, met toernooien en de uitreiking van prijzen. Een vroege officiële biljartwedstrijd vond plaats op 22 oktober 1900 in een militair tehuis. Ook uit andere vermeldingen blijkt dat biljarten in die tijd populair was onder militairen. De Buiten-Sociëteit Het Park in Paramaribo was geregeld de speellocatie voor wedstrijden.
Op 9 juli 1959 werd Suriname bezocht door grootmeester en wereldkampioen uit 1957, Edwardo Gargani. Suriname was op dat moment het 37e land waar de Argentijn een demonstratie biljarten gaf. In 1959 en 1964 bracht hij ook nog een bezoek aan Curaçao en Aruba.
Op 25 oktober 1963 vond een overleg plaats tussen leden van de Brutusclub, HNS, de Kaderclub en Spes Patriae, waarin de vorming van een bestuur en de oprichting van de Surinaamse Biljart Bond (SBB) werd overeengekomen. De aanwezigheid van een bond leidde in de tien jaar erna echter niet tot ontwikkeling van de sport. Het duurde nog tot 1974 totdat er kampioenschappen werden georganiseerd en de biljartsport uit het slop raakte. Dit initiatief kwam toen van André Kamperveen. In het eerste jaar werd Johan Chin de eerste landskampioen van Suriname. Hij bleef jarenlang de sterkste speler van Suriname en werd in 1979 door de Vereniging van Sportjournalisten in Suriname uitgeroepen tot Sportman van het jaar. In 1977 werd voor het eerst een nationale selectie gevormd die vervolgens een bezoek bracht aan de Nederlandse Antillen. Het Surinaamse team had succes op Curaçao, waar het de libre-wedstrijd won en gelijk speelde in de driebanden-wedstrijd. Hierna werd gespeeld op Aruba, waar het Surinaamse team alle vijf wedstrijden wist te winnen.

### 21e eeuw

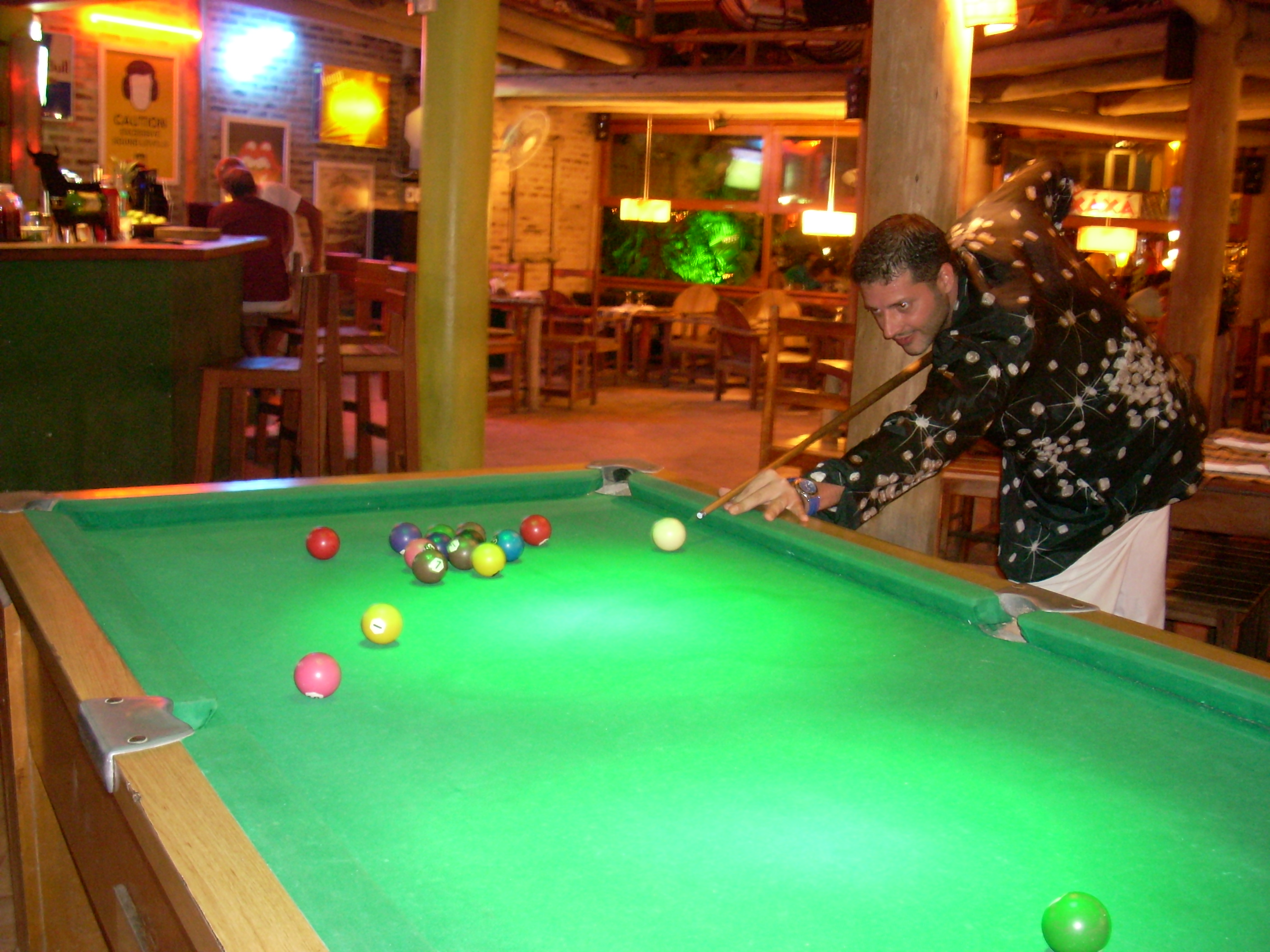
Verschuiving naar poolbiljart

Medio jaren 2010 was de interesse voor de biljartsport sterk teruggelopen. Het carambole was inmiddels minder populair dan het poolbljart. Tijdens een kennismakingsgesprek in 2016 met minister van Sport- en Jeugdzaken, Faizal Abdoelgafoer, gaf de SBB aan de aandacht te hebben verlegd naar de bevordering onder jongeren. In die jaren slaagde de SBB er niet meer in om jaarlijks een 1e klasse landskampioenschap voor volwassenen te organiseren. In 2017 lukte dit nog wel, met Edgar Stolk van de Politie Biljartclub als winnaar.
In 2018 bleek dat de SBB in ernstige financiële problemen verkeerde en om die reden alle activiteiten op biljartgebied met ingang van 1 februari staakte. Ondanks dat er wel subsidieaanvragen waren gedaan, had de bond sinds 2013 geen geld meer van het ministerie van Sport- en Jeugdzaken ontvangen. Daarnaast zouden ook de aangesloten verenigingen geen of nauwelijks contributie hebben betaald.